# كريس وود (لاعب كرة قدم)
كريس وود (بالإنجليزية: Chris Wood)‏ (15 مايو 1955 في المملكة المتحدة - ) هو لاعب كرة قدم بريطاني في مركز حراسة المرمى. لعب مع نادي بارنسلي ونادي دونكاستر روفرز وهدرسفيلد تاون.